# Dieter Manderscheid

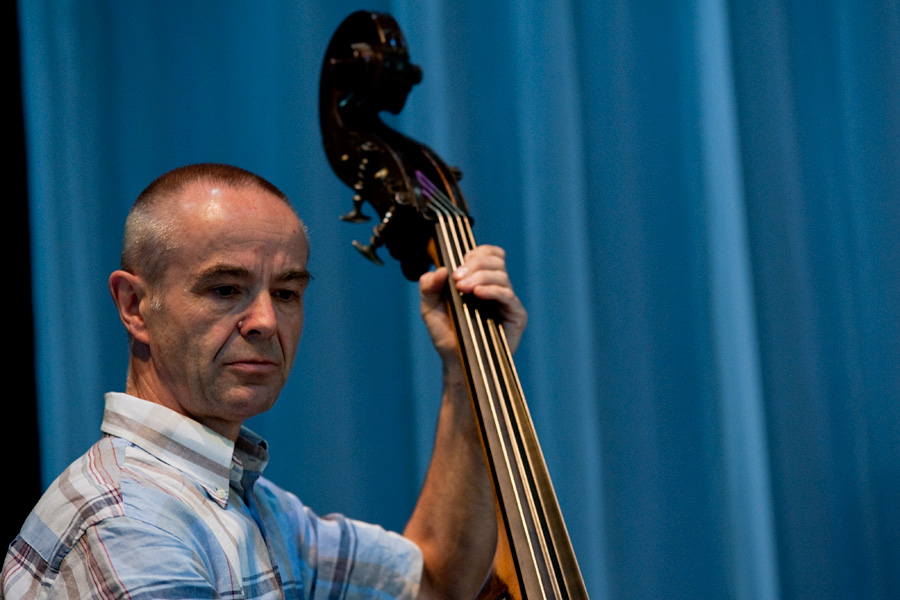
Dieter Manderscheid, mœrs festival 2010

Dieter Manderscheid (* 31. März 1956 in Trier) ist ein deutscher Jazz-Bassist.

## Leben und Wirken

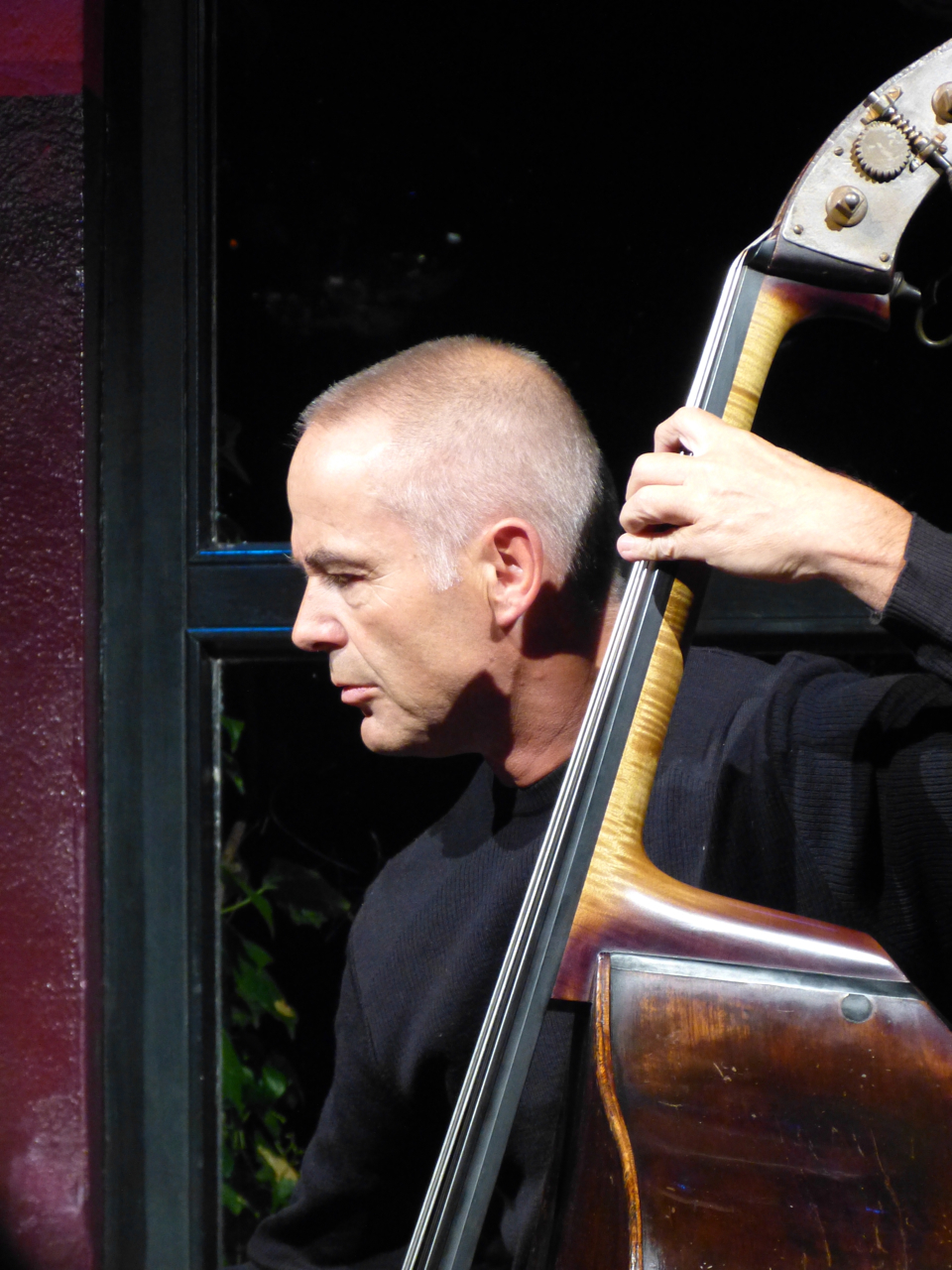
Dieter Manderscheid beim Peter-Kowald-Gedächtniskonzert im Stadtgarten Köln, 2012

Manderscheid studierte von 1977 bis 1984 Musik in Saarbrücken und Köln. Neben der solistischen Arbeit trat Manderscheid in verschiedenen festen Formationen auf: im Duo mit Frank Gratkowski, im Quartett mit Frank Gratkowski, Wolter Wierbos und Gerry Hemingway, im Quartett mit Martin Blume, Johannes Bauer und Luc Houtkamp, im Duo mit Thomas Heberer sowie dem Trio Village Zone mit Georg Ruby und Christian Thomé und dem Syntopia Quartett von Albrecht Maurer. Mit dem James Choice Orchestra trat er 2007 auf der MusikTriennale Köln auf.
Manderscheid trat kontinuierlich bei deutschen und internationalen Jazzfestivals auf (u. a. JazzFest Berlin, Deutsches JazzFestival Frankfurt, Tampere Jazz Happening, Jazz Yatra Bombay, JazzFestival Vancouver) und unternahm im Auftrag des Goethe-Institutes Konzertreisen durch Asien, Afrika und Amerika. 1990 erhielt er den Preis der deutschen Schallplattenkritik. Er unterrichtete von 1991 bis 1998 an der Musikhochschule Frankfurt am Main und seit 1994 an der Hochschule für Musik Köln, wo er seit 2002 Professor für Jazz-Kontrabass ist. Daneben gibt er auch Workshops bei den Darmstädter Ferienkursen für Neue Musik.

## Diskographische Hinweise
- Wittek / Kaiser / Manderscheid & Ruby Moers-Duisburg-Köln, JazzHausMusik 1983–1984
- Michael Sell Ensemble Der Heilig’n Landmusik, 1984
- Peter Herborn Subtile Wildness, Nabel Records 1985
- Wittek / Kaiser / Manderscheid Jazz…oder was?, JazzHausMusik 1987
- Klaus König Songs & Variations, Enja 1988
- Amman Boutz, Fish 1989 (mit Ekkehard Jost, Herbert Hellhund, Joe Bonica)
- Reiner Winterschladen, Achim Krämer & Dieter Manderscheid Unroll, 1989
- Thomas Heberer / Dieter Manderscheid Chicago Breakdown, JazzHausMusik  1989
- Klaus König At the End of the Universe (Hommage à Douglas Adams), Enja 1990
- Ekkehard Jost Nonett Weimarer Balladen, Fish 1991
- Tome XX The Red Snapper, 1991
- Frank Gratkowski Trio Gestalten, JazzHausMusik 1995
- Dirk Raulf Friedrich Holländer or The Laughter of Loneliness, 1996
- Tome XX She Could Do Nothing by Halves , 1996
- Ekkehard Jost & Chromatic Alarm Wintertango, 1997
- Frank Gratkowski Quartett Kollaps, Red Toucan 2001
- Thomas Heberer / Dieter Manderscheid What a Wonderful World, JazzHausMusik 2001
- Thomas Heberer / Dieter Manderscheid Wanderlust, JazzHausMusik 2006
- Gratkowski / Robertson / Nabatov / Manderscheid* Celebrations, Leo Records 2007
- Frank Gratkowski Quartett Le vent et la gorge, 2012
- Dieter Manderscheid / Sebastian Sternal Flussrauchen, JazzHausMusik 2014
- Robert Landfermann / Dieter Manderscheid / Sebastian Gramss / Joscha Oetz Basz, Klaeng Records 2014
- Dominik Mahnig, Dieter Manderscheid, Sebastian Sternal, Claudius Valk Pop, JazzHausMusik 2018
- Frank Paul Schubert, Dieter Manderscheid, Martin Blume Spindrift, Leo Records 2020